# Fehrbellin
Fehrbellin település Németországban, azon belül Brandenburgban. Lakosainak száma 9049 fő (2023. december 31.). Fehrbellin Kremmen és Neuruppin községekkel határos.

## Népesség
A település népességének változása:
| Lakosok száma | 8771 | 8829 | 8971 | 8951 | 9094 | 9049 |
|               | 2010 | 2015 | 2020 | 2021 | 2022 | 2023 |